# 约翰·R·麦克尼尔
约翰·罗伯特·麦克尼尔（英語：John Robert McNeill，1954年10月6日—）是一名美國環境史學家、作家和喬治城大學的教授，因開創環境史研究而知名。2000年，他出版了《太陽底下的新鮮事：20世紀人與環境的全球互動》（Something New Under the Sun: An Environmental History of the Twentieth-Century World），該書認為20世紀的人類活動導致了規模空前的環境變化，主要原因是圍繞化石燃料建立的能源系統。其它作品还有《蚊子帝国》（Mosquito Empires: Ecology and War in the Greater Caribbean, 1620–1914，2010年）、《大加速：1945年以来人类世的环境史》（The Great Acceleration: An Environmental History of the Anthropocene Since 1945，与彼得·恩格尔克合著，2016年）等。